# Trama (grzyby)

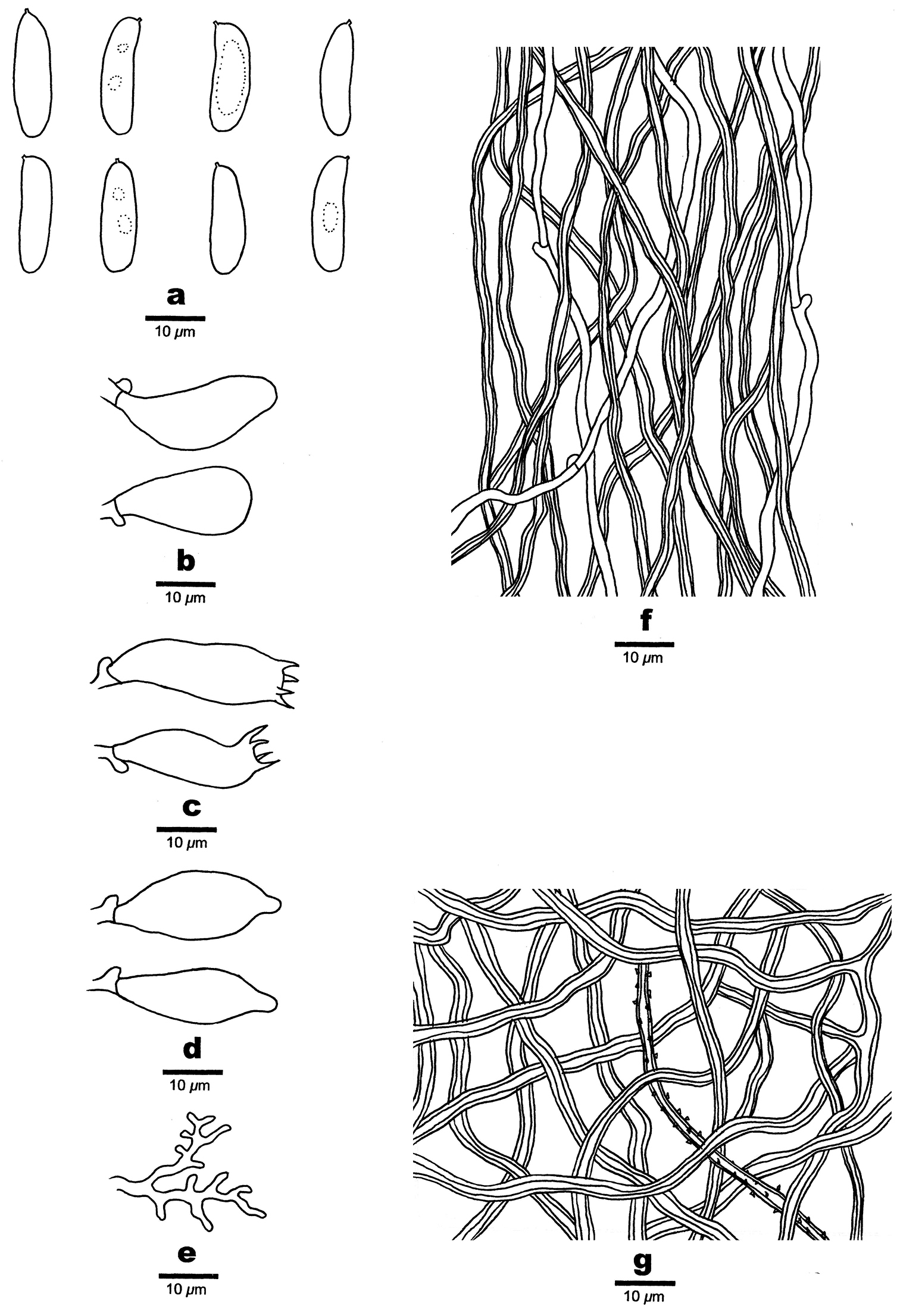
Megasporia rimosa. a – bazydiospory, b – bazydiole, c – podstawki, d – cystydiole, e – dendrohyfidy, f – trama, g – subikulum

Trama (łac. trama) – wewnętrzna struktura miąższu blaszek, kolców i podobnych hymenoforów (fałdki, listewki) u grzybów. Z tramy później powstaje hymenium. Tramę u grzybów wytwarzających blaszki nazywa się tramą blaszek, u grzybów wytwarzających kolce – tramą kolców. Morfologia tramy (konieczne jest badanie mikroskopowe) ma znaczenie przy oznaczaniu niektórych gatunków grzybów.
U blaszek trama jest widoczna (w powiększeniu) na przekroju poprzecznym blaszki i wyróżnia się następujące jej rodzaje:
- regularna – strzępki są ułożone równolegle, od miąższu kapelusza do ostrza blaszki;
- nieregularna – strzępki są poprzeplatane ze sobą;
- dwustronna – strzępki wygięte są łukowato, od środka przekroju u podstawy blaszki, do brzegu przy ostrzu;
- odwrócona – strzępki biegną od krawędzi przekroju ku jego środkowi, w sposób przypominający literę „V”[2].

Często trama już gołym okiem różni się od kontekstu, np. kolorem. Jej mikroskopowa budowa ma znaczenie przy identyfikacji niektórych gatunków grzybów. U niektórych gatunków z rodzaju Phellinus są uderzające różnice w budowie tramy. Ponieważ trama rozwija się pionowo, jej strzępki są zwykle mniej więcej równoległe, ale u niektórych gatunków strzępki wegetatywne mogą być misternie splecione i trudne do rozdzielenia. Aby poznać budowę tramy należy zrobić preparat na jej podłużnym przekroju. Strzępki wegetatywne zwykle występują tylko w środkowej części tramy i są otoczone strzępkami generatywnymi tworzącymi podbłonę hymenium.
W tramie oprócz strzępek generatywnych i wegetatywnych (głównie są to strzępki szkieletowe) mogą występować strzępki kuliste. Strzępki szkieletowe mogą wystawać lub zginać się w hymenium i wówczas nazywane są cystydami. U niektórych gatunków Phellinus i Inonotus w tramie mogą występować strzępki szczecinkowe.

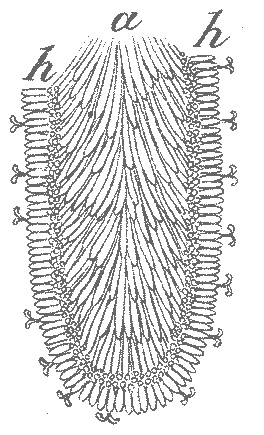
Dwustronna trama blaszki u pieczarki dwuzarodnikowej
a – warstwa płonych strzępek, h – hymenium

U większości gatunków rozgałęzienia strzępek w tramie składają się ze sterylnych końców strzępek, samych generatywnych lub zmieszanych ze strzępkami szkieletowymi. Końce strzępek mogą być inkrustowane, jak u Skeletocutis, i można je łatwo zinterpretować jako pewnego rodzaju cystydy. Jednak taka inkrustacja jest zwykle nieregularna z rozproszonymi kryształami, jak u Schizopora, lub gęsta jak u gatunków Skeletocutis na większości strzępek. Wówczas określa się je jako inkrustowane strzępki, a nie cystydy. U kilku gatunków, takich jak żagwiak wielkopory (Datronia mollis) i żagwiak drobnopory (D. stereoides), rozwarstwienia zawierają drobno rozgałęzione dendrohyfidy, często pokryte drobnymi kryształami, które przesłaniają ich prawdziwą naturę.